# Nikolaus Wachsmann
Nikolaus Wachsmann (geboren 1971 in München) ist ein deutscher Historiker und Hochschullehrer am Birkbeck College der Universität London. Er erforscht die Geschichte der nationalsozialistischen Konzentrationslager und wurde mehrfach für seine Arbeit ausgezeichnet.

## Leben
Wachsmann absolvierte seine akademische Ausbildung in England, zuerst an der London School of Economics, wo er einen Bachelor erwarb, dann an der University of Cambridge, wo er seinen Master abschloss, und schließlich an der Universität London, wo er mit der Arbeit „Between Reform and Repression. Imprisonment in Weimar Germany“ promoviert wurde. Er war Research Fellow am Downing College der University of Cambridge und Vortragender an der University of Sheffield. 2005 wurde er ans Birkbeck College in London berufen. Heute wirkt er dort als Professor und lehrt Neuere europäische Geschichte. Seine Publikationen erscheinen überwiegend in englischer Sprache und erst danach auf Deutsch. Zentrale Forschungsgebiete Wachsmanns sind der legale Terror und die Vernichtungspolitik der Nationalsozialisten.

### KL: A History of the Nazi Concentration Camps
Das Hauptwerk Wachsmanns, erschienen 2015 auf Englisch, Niederländisch, Spanisch und Portugiesisch, 2016 auf Deutsch, ist eine lang erwartete, monumentale Geschichte der Konzentrationslager von den improvisierten Anfängen im Jahr 1933 bis zu ihren teils hektischen Auflösungen im Jahr 1945. Er vereint sowohl die Perspektive der Täter als auch jene der Opfer, beschreibt die monströse Dynamik der Vernichtungspolitik und gibt zugleich den Gefangenen und Gequälten eine Stimme. Er hat dafür eine Reihe von Originalquellen und die gesamte Forschungsliteratur ausgewertet, darunter Tagebücher und Briefe der Lagerinsassen, Prozessunterlagen, SS- und Polizeiakten. Viele dieser Dokumente werden hier erstmals vorgestellt. Laut Klappentext, zitiert von Perlentaucher, konnte er auf diese Weise „die Praktiken der Täter, die Einstellungen der Gesellschaft und die Welt der Opfer in einem großen epischen Rahmen zusammenführen, konnte das Leben und Sterben im Lager, die individuellen Schicksale schildern, aber auch die politischen, ökonomischen und militärischen Umstände, die Hintergründe der NS-Vernichtungspolitik.“ Es gelinge dem Autor beides, die Nahaufnahme wie die historische Entwicklung zu einer eindringlichen Erzählung zu verbinden.
Die Resonanz auf Wachsmanns Hauptwerk war und ist durchgehend enthusiastisch und hochlobend. Keith Kahn-Harris fasst im Untertitel seiner Besprechung in der Londoner Tageszeitung The Independent zusammen: „An extraordinary new study renders the unimaginable evil of the camps relatable“. [Eine außergewöhnliche neue Studie macht das unvorstellbare Böse der Konzentrationslager nachvollziehbar.] Der Schriftsteller und Literaturkritiker Paul Ingendaay feiert das Werk auf einer ganzen Seite der Frankfurter Allgemeinen Zeitung als eine meisterhafte historische Erzählung und ein bleibendes historisches Standardwerk.
Der britische Historiker Ian Kershaw lobt das historische Werk als eines, das „kaum jemals übertroffen werden wird“. Diesem Urteil schließt sich Wachsmanns Kollegin am Birkbeck College, Joanna Bourke, an, wenn sie seine Technik des Erzählens als ungewöhnlich hervorhebt. „Der Autor beginnt in seinem Narrativ (Erzählung) mit dem, was wir zu wissen glauben, und verdichtet dann in einer Reihe von Schritten das Bild in seiner gesamten Komplexität.“ Wachsmann habe eine Obsession für Genauigkeit, so Bourke, er insistiert auf präzisen Orts- und Zeitangaben. In den Anfangsseiten des Buches beschreibt er minutiös, wie am frühen Nachmittag des 2. April 1945 US-amerikanische Truppen nach Dachau kommen und schockiert Tausende Tote auf nackter Erde vorfinden sowie 32.000 Gefangene, mehr tot als lebendig. Danach schildert er dem Leser die Lage im selben Konzentrationslager am 31. August 1939, dem Tag vor dem Beginn des Zweiten Weltkriegs. „Die Baracken waren sauber, die Betten ordentlich bezogen. Zwangsarbeit und Willkür waren Routine, jedoch war Gewaltausübung im hohen Maß geregelt. Relativ wenige Insassen starben damals.“ Schließlich noch einmal ein Schritt um sechs Jahre zurück. Er beschreibt, wie am 22. März 1933 in einer ungenutzten Munitionsfabrik das Konzentrationslager eingerichtet wurde. Die Insassen waren überwiegend aus politischen Gründen deportiert und arretiert worden, die Mehrzahl waren Kommunisten. Sie trugen ihre eigene Kleidung, sie wurden relativ gut ernährt. Ihre Wächter waren nicht brutale SS-Schergen, sondern gewöhnliche Polizisten.
Wachsmann lehnt Generalisierungen und Historiker, die generalisieren, strikt ab. Er besteht darauf, dass es einen „typischen“ Gefangenen oder Kapo nicht gibt, nicht einmal einen „typischen“ Wächter. Er besteht auf den Besonderheiten von Zeit und Ort. Der Historiker stellt auch die automatische Assoziation zwischen Juden und Konzentrationslager in Frage, waren doch – je nach Jahr – nur 10 bis 30 Prozent der KL-Insassen Juden. Und dennoch, so Wachsmann, waren die Juden bei einem Bevölkerungsanteil von nur einem Prozent in den Lagern überrepräsentiert. Ermordet wurden die sechs Millionen Opfer des Holocaust zumeist nicht in den Konzentrationslagern, sondern auf Feldern, in Gruben, Gaswagen und den Todeslagern Birkenau, Treblinka, Chelmno, Sobibor und Belzec.
Trotz unzähliger Literatur über die Nazizeit, so Paul Ingendaay, habe doch noch nie ein Historiker sämtliches Wissen über die Lager gebündelt. Das Buch sei sehr klar gegliedert, in große Kapitel und Unterkapitel, die wiederum in Kurzkapitel von etwa acht Seiten zerfallen. Damit werde dem Leser stets der Überblick gesichert. Da Wachsmann neben dem großen Ganzen immer wieder auch Einzelschicksale detailliert beschreibe und die unterschiedlichen Reaktionen von Gefangenen und Wächtern dem Grauen gegenüber schildere, lerne der Leser über das Verhängnis im Kontext der Schuld, was am Beispiel der Kapos besonders gut gelungen sei. „Sahen andere Insassen sie als willige Werkzeuge der SS“, schreibt Wachsmann, „hatten sie kaum eine andere Wahl, als ihre Misshandlungen weiter zu steigern, wenn sie den lebensrettenden Schutz durch die SS nicht verlieren wollten.“ Die Fallgeschichte von Karl Kapp, eines ehemaligen SPD-Stadtrates, der als Kapo zum Schinder wurde, seinen Mitgefangenen aber auch die SS vom Leib hielt, sieht Ingendaay als Lehrstück: „Die Lager zwangen alle in eine graue Zone, in der frühere Begriffe von Gut und Böse relativ wurden.“
Wachsmann ist zwar deutscher Herkunft, studierte jedoch in Großbritannien und lehrt seit zwanzig Jahren dort. Deshalb, so Ingendaay, sei sein Buch ganz der angelsächsischen Schule verbunden, die an Strukturen interessiert sei, ohne die Opfer zu vergessen. Auch der Stil sei vorbildlich: „ohne Tremolo oder Pathos“. Der einzige Weg, den Holocaust zu verstehen, bestehe in einem integrativen Ansatz der Geschichtswissenschaft, der die Perspektiven aller Beteiligten und die Rahmenbedingungen berücksichtigt. Jede einzelne Phase des Holocaust müsse differenziert betrachtet werden. Und nur so, schließt Bourke in ihrer Analyse des Buches, könne die Hoffnung entstehen, die Frage des Überlebenden Moritz Choinowski zu beantworten: „Ist es möglich?“
Die wichtigsten Auszeichnungen Wachsmanns stammen von renommierten Institutionen seiner Zunft, der Wiener Library, der Royal Historical Society und der Columbia University Graduate School of Journalism. Er ist Mitglied der Royal Historical Society und der German History Society, er ist weiters an der Herausgabe zweier wissenschaftlicher Periodika beteiligt, des European History Quarterly und des Central European History.

## Schriften (Auswahl)
Autor
- Hitler's Prisons. Legal Terror in Nazi Germany, Yale University Press, New Haven 2004.
  - Gefangen unter Hitler. Justizterror und Strafvollzug im NS-Staat. Siedler, München 2006.
- KL – A History of the Nazi Concentration Camps. Farrar, Straus & Giroux, New York 2015, ISBN 978-0-374-11825-9.
  - KL – Die Geschichte der nationalsozialistischen Konzentrationslager. Siedler Verlag, München 2016, ISBN 978-3-88680-827-4.

Herausgeber
- Concentration Camps in Nazi Germany. The New Histories, hrsg. gemeinsam mit Jane Caplan, London 2010.
- Before the Holocaust: New Approaches to the Nazi Concentration Camps, 1933–1939, special issue of Journal of Contemporary History 45 (2010), Nr. 3, hrsg. gemeinsam mit Christian Goeschel.
- The Nazi concentration camps 1933–1939. A Documentary History, hrsg. gemeinsam mit Christian Goeschel, Lincoln, Neb.; Univ. of Nebraska Press, London 2012, ISBN 978-0-8032-2782-8.
- Die Linke im Visier. Zur Errichtung der Konzentrationslager 1933, hrsg. gemeinsam mit Sybille Steinbacher, Wallstein-Verlag, Göttingen 2014, ISBN 978-3-8353-1494-8.
- Rewriting German History. New Perspectives on Modern Germany, hrsg. gemeinsam mit Jan Rüger, Palgrave Macmillan UK, Basingstoke 2015, ISBN 978-1-3495-7150-5.

## Auszeichnungen
- 2001 Fraenkel-Preis der Wiener Library für Reform and Repression. Prisons and penal Policy in Germany 1918–1939.[7]
- 2004 Gladstone-Preis der Royal Historical Society für Hitler's Prisons.[8]
- 2005 Longman-History Today Book of the Year Award.
- 2016 Wingate Literary Prize des Jewish Quarterly für KL: A History of the Nazi Concentration Camps.[9]
- 2016 Mark Lynton History Prize der Columbia University Graduate School of Journalism für KL: A History of the Nazi Concentration Camps.[10]
- 2016 Wolfson History Prize für KL: A History of the Nazi Concentration Camps.